# Дюси
Дю́си (англ. Ducie) — необитаемый атолл в Тихом океане, административно входит в состав заморской территории Великобритании Острова Питкэрн. Расположен в 470 км к востоку от Питкэрна.

## География
Площадь его, включая лагуну, составляет 4 км². Площадь суши — 0,7 км². Длина с северо-востока на юго-запад — 2 км, ширина — 1,6 км. В состав атолла входят 4 крошечных островка: Акадия, Пандора, Вествард и Эдвардс.
Наряду с несколькими другими островами, атолл является ближайшим к «точке Немо».
На атолле живут несколько видов птиц. На атолле гнездятся более 90 % буревестников Мёрфи, около 1 % краснохвостых фаэтонов и 1 % прекрасной крачки.

## История
Дюси был открыт в 1606 году Педро Фернандесом Киросом, назвавшим его Luna Puesta. Был обнаружен снова капитаном HMS Pandora Эдвардом Эдвардсом, отправленным в 1790 году с целью взятия в плен участников мятежа на HMS Bounty. Он назвал его Дюси в честь 3-го графа Дюси Франсиса Рейнольдс-Моретона. В 1867 году, согласно закону о гуано, права на территорию предъявили США, однако 19 декабря 1902 года остров был аннексирован Великобританией и вошёл в состав островов Питкэрн.

## Туризм
В связи с изолированностью острова и значительным расстоянием от Питкэрна туристы атолл практически не посещают.